# Interstate 91
L'Interstate 91 (abbreviato in I-91) è una autostrada interstatale nella regione del New England negli Stati Uniti d'America. Segue un percorso nord-sud nella parte occidentale della regione; l'autostrada termina a sud presso New Haven dove confluisce nell'Interstate 95, mentre a nord giunge fino a Derby Line, nel Vermont, un villaggio della città di Derby, presso il confine con il Canada, dove continua come Quebec Autoroute 55. La I-91 è la più lunga delle tre interstatali il cui intero percorso è situato interamente all'interno degli Stati del New England, ed è anche l'unica autostrada primaria (con due cifre) nel New England ad intersecare tutte le altre cinque che stanno nella regione. Le maggiori città lungo il percorso sono Springfield (Massachusetts), Hartford e New Haven nel Connecticut, in ordine da nord a sud.
La Interstate 91 è lunga circa 470 km e corre in linea quasi retta da nord a sud: 93 km nel Connecticut, 89 km nel Massachusetts e 285 nel Vermont, per uno spostamento netto di 417 km; la direzione è di 9 gradi in senso orario da nord a sud. La I-91 corre parallela alla U.S. Route 5 per tutta la sua lunghezza, e molte uscite lungo la I-91 offrono accesso diretto o indiretto alla strada più vecchia.
Gran parte del percorso della I-91 segue il fiume Connecticut, da Hartford a St. Johnsbury.

## Descrizione del percorso

### Connecticut

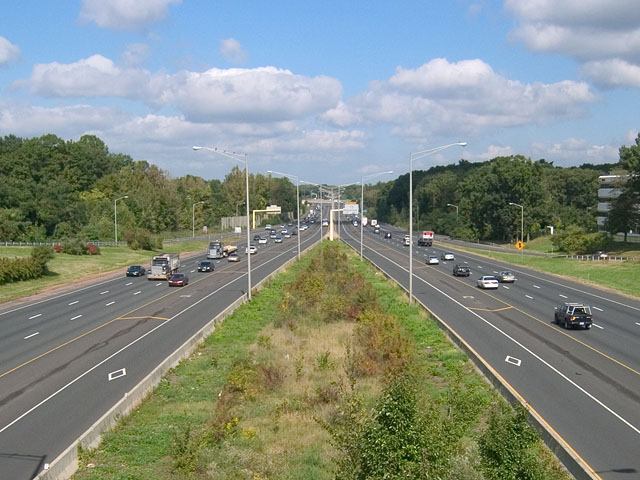
La I-91 ha una corsia per veicoli ad occupazione multipla tra Hartford e Windsor.

La I-91 è un grande corridoio di trasporto nord-sud che passa per il centro dello Stato; è la principale comunicazione tra le grandi città di New Haven, Hartford e Springfield. Come tale, è quasi sempre molto trafficata, specialmente durante le ore di punta, e conta almeno tre corsie in ogni direzione lungo tutto il Connecticut, ad eccezione di una piccola porzione ad Hartford dove vi è l'interscambio con la I-84. Le tre città servono anche da punti di riferimento nei cartelli stradali dell'interstatale nel Connecticut.
L'autostrada inizia ad est del centro di New Haven, all'intersezione con la Interstate 95 al Connecticut Turnpike e la Connecticut Route 34. Al termine della rampa dell'uscita 5, vi è il margine meridionale della U.S. Route 5 e il primo dei molti interscambi con l'autostrada. Lasciando New Haven, la I-91 segue un percorso verso nord-est attraverso la periferia di New Haven e di Wallingford prima di entrare nella città di Meriden. Qui, a circa metà strada tra Hartford e New Haven, la I-91 permette di passare sulla Interstate 691, che va verso ovest collegandosi con la I-84 e la città di Waterbury. Lasciando Meriden, la I-91 va verso Middletown prima di passare per Cromwell, Rocky Hill e Wethersfield, per entrare infine ad Hartford. Poco a sud della capitale dello Stato, l'autostrada inizia ad avere un tracciato parallelo al fiume Connecticut; ad Hartford la I-91 permette l'interscambio con la I-84. La I-91 mantiene un carattere urbano fino a Springfield; a metà strada tra le due città, l'uscita 40 permette accesso diretto tramite la Connecticut Route 20 all'Aeroporto Internazionale Bradley. La I-91 corre attraverso Windsor, Windsor Locks, East Windsor e Enfield, con diverse uscite in ogni città, prima di passare nel Massachusetts al miglio 58.
L'ultima uscita della I-91 nel Connecticut è la numero 49, che permette nel percorso verso nord l'accesso a Longmeadow, Massachusetts, dopodiché la I-91 entra nel Massachusetts.

### Massachusetts
La I-91 viaggia per 89 km lungo la Pioneer Valley nel Massachusetts occidentale, parallela al fiume Connecticut. L'autostrada serve il grande corridoio dei trasporti lungo tre contee dello Stato, collegando le città di Springfield, Northampton e Greenfield. Le tre città servono da punti di riferimento e sono elencate anche sui segnali stradali, insieme a Brattleboro, Vermont, all'inizio del primo segnale stradale direzionale a Longmeadow.
A Springfield, la I-91 incrocia la Interstate 291 presso l'uscita 8, una strada di circa 9 km che collega con il Massachusetts Turnpike, per i viaggiatori diretti sia ad est verso Boston sia verso ovest ad Albany, NY.
A nord di Springfield, la I-91 entra per un breve tratto a Chicopee, dove è possibile passare sull'Interstate 391 presso l'uscita 12, prima di svoltare verso ovest per attraversare il fiume Connecticut verso West Springfield. La I-391 permette accesso diretto a Holyoke, mentre la I-91 continua sul lato sinistro del fiume.
Poco dopo l'attraversamento del fiume, l'uscita 14 è un grande svincolo per il Massachusetts Turnpike (I-90) prima di entrare nella città di Holyoke dove si trova l'uscita 15. Dopo l'uscita 16, la I-91 si restringe da tre corsie a due in ogni direzione, fino al confine con il Vermont.
Dopo un breve tratto senza uscite, la I-91 entra a Northampton, passando il Northampton Airport ed una lanca. Le città di Hadley e Amherst, sede dei principali campus dell'Università del Massachusetts Amherst, sono accessibili dalle uscite della I-91 a Northampton tramite la Route 9.
Continuando verso nord, la I-91 entra ad Hatfield, dove inizia un lungo tratto senza curve, 9,7 km in linea retta. Diverse uscite permettono lo scambio con la U.S. Route 5 e la Massachusetts Route 10 ad Hatfield e Whately, prima di entrare a Deerfield.
La I-91 ha due uscite a Greenfield; all'uscita 26 vi è un'area di servizio e informazioni per la Contea di Franklin. L'uscita 28 a Bernardston è l'ultima uscita nello Stato; dopo questa, la I-91 continua per circa 8 km prima di entrare nel Vermont.
Il tratto di 89 km della I-91 nel Massachusetts è l'unica porzione a presentare punti per la chiamata di emergenza per gli automobilisti; queste aree di SOS sono ancora importanti, in quanto una buona parte della i-91 nello Stato scorre in territorio rurale, diversamente da molte altre autostrade dello Stato. Il Massachusetts è l'unico Stato attraversato dalla I-91 dove un'altra autostrada numerata coincide con l'interstatale (in questo caso la U.S. Route 5 per un tratto di 800 metri presso il confine tra Springfield e Longmeadow, e la Massachusetts Route 2 per circa 4,8 km a Greenfield).

### Vermont

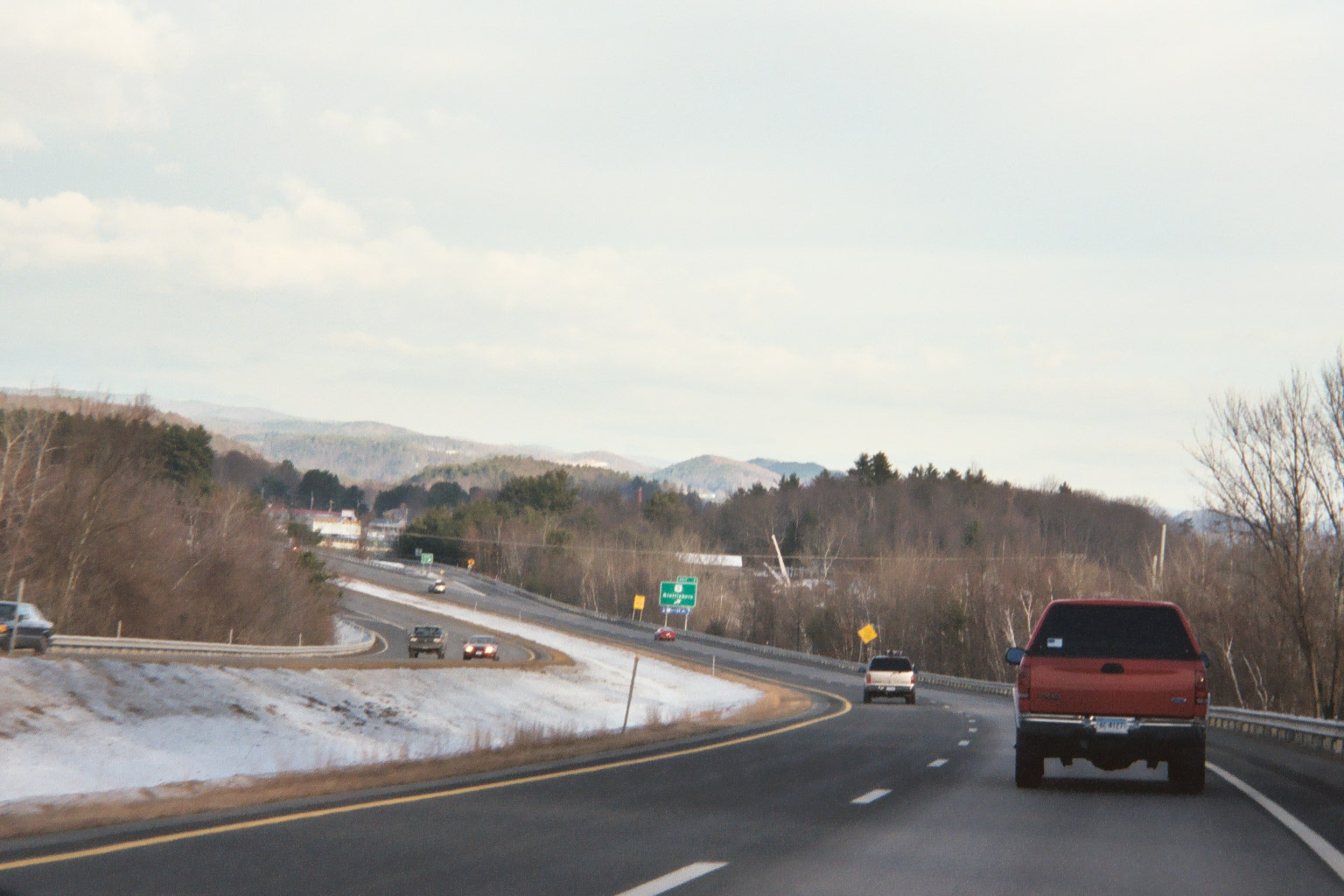
La I-91 verso nord, presso l'uscita 1 a Brattleboro

La I-91 corre lungo il confine orientale del Vermont e funge da principale corridoio per il Vermont orientale e il New Hampshire occidentale. Molte uscite sulla I-91 nello Stato recano anche città del New Hampshire sui cartelli, come ad esempio l'uscita 3, che elenca sia Brattleboro che anche Keene, NH. La lunghezza della I-91 nel Vermont è di 285 km ed ha due corsie per l'intera lunghezza dal confine con Massachusetts, presso Guilford, fino a Derby Line, al confine canadese, con 29 uscite nello Stato. Il carattere rurale dell'autostrada e le uscite molto distanti nel Vermont sono in netto contrasto con la parte meridionale, dove gli svincoli sono molto frequenti e l'autostrada è a quattro corsie in ogni direzione, in qualche punto. Le principali città indicate sui segnali sono Brattleboro, White River Junction, St. Johnsbury, e Newport. Dopo l'uscita 28 verso nord, a Derby, le indicazioni citano "Canada". Tra queste destinazioni, solo Newport è una città, anche se le altre hanno anch'esse dimensioni ragguardevoli. L'autostrada corre in generale parallela al suo predecessore, la U.S. Route 5.
La I-91 entra nel Vermont presso la città di Guilford; poco prima dell'uscita 1 a Brattleboro vi è il Vermont Welcome Center & Rest Area, che ha anche un centro di informazioni turistiche.
Le prime tre uscite nel Vermont (verso nord) servono la città di Brattleboro; all'uscita 1 verso nord, la Route 5 dà accesso ai negozi e ad una piccola area industriale prima di raggiungere il limite meridionale del centro cittadino, dove un ponte attraversa il fiume Connecticut per raggiungere Hinsdale, nel New Hampshire. L'uscita 2/Route 9 dà accesso al villaggio ad ovest della città, West Brattleboro, poi continua ad ovest verso Marlboro e Bennington.

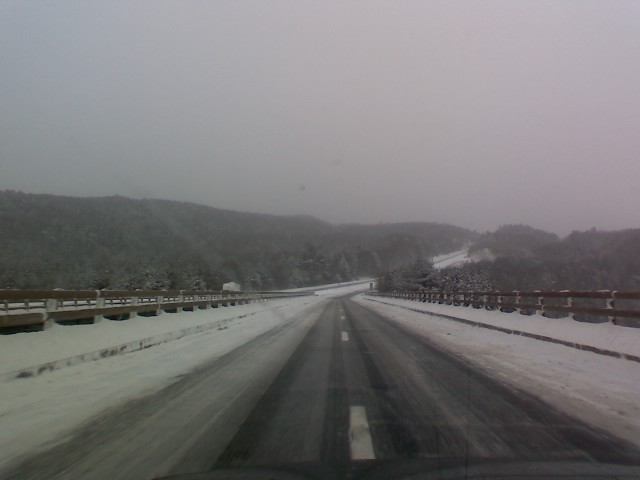
La I-91 in carreggiata nord, poco dopo l'uscita 6 a Rockingham

L'uscita 3 è considerata una delle più trafficate della I-91 in Vermont, dato che vi si trova la zona commerciale di Brattleboro. Seguendo la Vermont Route 9 verso est, si può raggiungere Keene (New Hampshire) in 24 km.
Dopo l'uscita 3, la I-91 si dirige verso nord passando per le città di Dummerston, Putney, Westminster, Rockingham Springfield, Weathersfield, Windsor, Hartland, e Hartford, dove sorge il villaggio di White River Junction, che è segnato come punto di riferimento sui segnali stradali fin da Greenfield, nel Massachusetts. Qui la I-91 e la I-89 si congiungo e permettono di raggiungere diverse località del Vermont e del New Hampshire.
A nord dello svincolo con la I-89, la I-91 prosegue verso St. Johnsbury e passa per le città di Norwich, Thetford, Fairlee, Bradford, Newbury (con accesso al villaggio di Wells River), e Barnet, prima di arrivare al successivo importante svincolo. Le città del New Hampshire sull'altro lato del fiume sono facilmente raggiungibili in questo tratto dell'autostrada. All'uscita 19 vi è il terminal nord dell'Interstate 93, una grande autostrada del new England, che dà accesso diretto al sud passando per le White Mountains e a quasi tutte le principali città del New Hampshire. Dopo l'uscita 19 vi sono tre uscite per St. Johnsbury, tra cui uno svincolo per la U.S. Route 2. Insieme alla U.S. 2, la I-91 raggiunge la capitale del Vermont Montpelier; la I-89 dà comunque accesso immediato alla città.

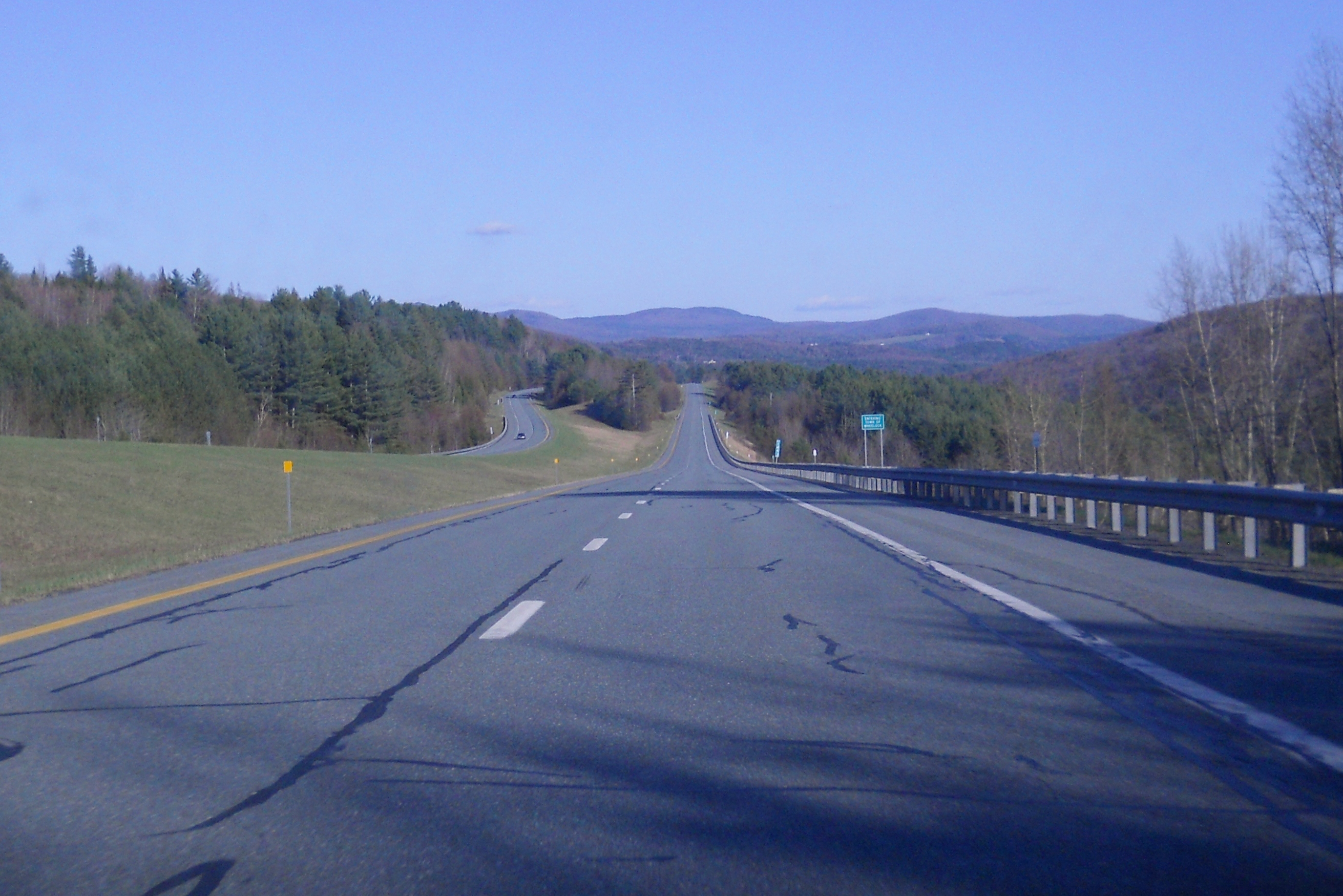
La I-91 in corsia verso sud a Wheelock (Vermont)

L'I-91 continua poi verso nord, seguendo la valle del fiume Passumpsic; passa attraverso il Regno del Nord Est e la città di Lyndon; due uscite di Lyndon servono il villaggio di Lyndonville e il Lyndon State College. Dopo l'uscita 24, la I-91 lascia la U.S. Route 5, cui correva parallela fin dal confine col Massachusetts; l'autostrada segue la valle di Miller Run, e non offre interscambi fino all'uscita 25, presso Barton.
L'interstatale procede attraverso Sheffield, dove raggiunge il suo picco di altitudine poco a nord del miglio 150 sulle Sheffield Heights, a 556 metri s.l.m.
Dopo aver passato le Heights, entra nella Contea di Orleans e segue il fiume Barton verso nord, attraverso Barton, Orleans e Derby. L'uscita 29 è l'ultima della I-91 all'interno degli Stati Uniti, poco dopo il miglio 177 a Derby Line. Oltre la rampa di uscita, gli automobilisti attraversano la dogana del Canada, situata a Stanstead e continuano verso il Canada con la Autoroute 55 verso i cantoni orientali. Per effettuare inversione di marcia senza attraversare il confine, gli automobilisti devono uscire all'uscita 29 e rientrare nella I-91 verso sud. La Caswell Avenue, se seguita verso ovest per un miglio, consente di raggiungere il terminal settentrionale della U.S. Route 5.
Come nel Connecticut e nel Massachusetts, la U.S. 5 corre parallela all'Interstate 91 per l'intero tratto nel Vermont, infatti molti segnali di uscita sulla I-91 elencano la U.S. 5 come una delle strade (se non l'unica strada) che possono essere raggiunte con quell'uscita. La U.S. 5 non coincide mai con la I-91 nel Vermont.
Il traffico (e la popolazione delle città) tende a diminuire verso nord sulla I-91; il traffico medio giornaliero per il 2002 è stato di 25.600 auto a Brattleboro, 28.900 auto a White River Junction, 10.800 a St. Johnsbury e 2.500 a Derby Line.

## Storia
Un'autostrada ad accesso limitato in sostituzione della U.S. Route 5 fu progettata a livello federale fin dal 1944; il Federal Aid Highway Act del 1956 diede slancio a un progetto del 1953 nel Massachusetts, insieme a quello dell'Interstate 291. La sezione del Vermont della I-91 fu costruita a tratti dal 1958 al 1965. Nel Massachusetts, da Bernardston a Northampton, la I-91 segue il percorso abbandonato della ferrovia New York-New Haven-Hartford. Per seguire i piani di ridefinizione urbana, l'autostrada attraversò il fiume Connecticut parallelamente alla ferrovia sul lato del fiume dalla parte di Springfield, passando oltre West Springfield e Agawam. In seguito, questo percorso fu visto negativamente, in quanto tagliava fuori la città da possibili sviluppi commerciali. Nel 1960 furono completati alcuni chilometri nel Massachusetts, a partire dai confini con Connecticut e Vermont. La costruzione in Massachusetts fu completata tra il 1964 e il 1970.
Negli anni settanta vi furono progetti per estendere la I-91 attraverso il Long Island Sound da New Haven fino a Long Island, nello Stato di New York; l'estensione avrebbe continuato verso sud verso la costa meridionale dell'isola, forse raggiungendo il percorso dell'attuale William Floyd Parkway, nel centro della Contea di Suffolk. Questo avrebbe anche consentito un accesso più facile a New York tramite l'Interstate 495, oltre che agli Hamptons tramite la Sunrise Highway (New York State Route 27).
Il Vermont completò il suo ultimo tratto nel 1978.
Dopo gli attentati dell'11 settembre 2001 fu installato un checkpoint temporaneo presso White River Junction, nel Vermont, a circa 160 km dal confine col Canada.
A partire dagli anni novanta, diverse aree di servizio vennero smantellate nel Vermont, incrementando le distanze tra di esse. Nel 2008, il Vermont chiuse l'area di servizio Springfield-Rockingham a causa di sospsetto utilizzo di droghe; nel 2009 l'area di servizio in carreggiata nord ad Hartford fu chiusa, creando un tratto di 145 km senza aree di sosta. Attualmente, esistono due aree di servizio intermedie in ogni direzione, oltre ad un centro di benvenuto ad ogni capo dell'autostrada; diverse aree di parcheggio rimangono comunque aperte.
Nel 2005 il Massachusetts Highway Department completò la ricostruzione delle rampe a Springfield per ridurre gli incidenti causati dalle uscite troppo strette.

## Uscite

### Massachusetts
| I-91      |                  |                                       |        |                                                       |                                                                  |
| Contea    | Città            | ↓km↓                                  | Uscita | Destinazioni                                          | Note                                                             |
| Hampden   | Longmeadow       | 0,00                                  | —      | I-91 verso sud - Hartford                             | Confine di stato con il Connecticut                              |
| Hampden   | Springfield      | 5,76                                  | 1      | U.S. 5 verso sud, Forest Park, Longmeadow             |                                                                  |
| Hampden   | Springfield      | 6,15                                  | 2      | Route 83, Forest Park, Longmeadow                     | Verso nord è solo uscita                                         |
| Hampden   | Springfield      | 6,66                                  | 3      | West Springfield, Agawam                              |                                                                  |
| Hampden   | Springfield      | 7,47                                  | 4      | Route 83, East Longmeadow                             |                                                                  |
| Hampden   | Springfield      | 8,45                                  | 5      | Broad Street                                          | Verso nord è solo uscita                                         |
| Hampden   | Springfield      | 9,09                                  | 6      | Springfield Center, Union Street                      |                                                                  |
| Hampden   | Springfield      | 9,5                                   | 7      | Hall of Fame Avenue — Springfield Center              | Verso sud è solo uscita                                          |
| Hampden   | Springfield      | 10,12                                 | 8      | I-291, U.S. Route 20, I-90/Mass. Turnpike             |                                                                  |
| Hampden   | Springfield      | 10,75                                 | 9      | U.S. Route 20/20A                                     | Verso sud è solo entrata; dalla U.S. 20A è solo uscita verso sud |
| Hampden   | Springfield      | 11,91                                 | 10     | Main Street — Chicopee, North Springfield             | Solo in carreggiata nord                                         |
| Hampden   | Springfield      | 12,09                                 | 11     | U.S. 20 West (Birnie Ave.) - West Springfield         | Solo in carreggiata sud                                          |
| Hampden   | Chicopee         | 13,34                                 | 12     | I-391 — Chicopee, Holyoke                             |                                                                  |
| Hampden   | Chicopee         | Attraversamento del fiume Connecticut |        |                                                       |                                                                  |
| Hampden   | West Springfield | 14,77                                 | 13     | U.S. Route 5 (Riverdale St.) — West Springfield       | Divisa tra 13A e 13B                                             |
| Hampden   | West Springfield | 18,59                                 | 14     | I-90/Mass. Turnpike, Boston, Albany                   |                                                                  |
| Hampden   | Holyoke          | 19,96                                 | 15     | Lower Westfield Road — Ingleside                      |                                                                  |
| Hampden   | Holyoke          | 22,88                                 | 16     | U.S. Route 202, Holyoke, South Hadley, Westfield      |                                                                  |
| Hampden   | Holyoke          | 24,45                                 | 17     | Route 141, Holyoke, Easthampton                       | Verso nord è divisa in 17A e 17B                                 |
| Hampshire | Northampton      | 36,71                                 | 18     | U.S. Route 5 — Northampton, Easthampton               |                                                                  |
| Hampshire | Northampton      | 39,85                                 | 19     | Route 9 — Northampton, Amherst                        | Verso nord è solo uscita, verso sud è solo ingresso              |
| Hampshire | Northampton      | 41,70                                 | 20     | U.S. Route 5, Route 9, Route 10 — Northampton, Hadley | Verso nord è solo ingresso, verso sud è solo uscita              |
| Hampshire | Northampton      | 43,89                                 | 21     | U.S. Route 5, Route 10 — Hatfield, Whately            |                                                                  |
| Hampshire | Hatfield         | 48,17                                 | 22     | U.S. Route 5, Route 10 — Whately, North Hatfield      | Verso nord è solo uscita, verso sud è solo ingresso              |
| Franklin  | Whately          | 51,93                                 | 23     | U.S. Route 5, Route 10 — Whately, North Hatfield      | Verso nord è solo ingresso, verso sud è solo uscita              |
| Franklin  | Whately          | 55,86                                 | 24     | U.S. Route 5, Route 10 — Deerfield, Whately           |                                                                  |
| Franklin  | Deerfield        | 57,73                                 | 25     | Route 116 — Deerfield, Conway                         | Verso nord è solo ingresso, verso sud è solo uscita              |
| Franklin  | Greenfield       | 69,22                                 | 26     | Route 2 West/Route 2A East — Greenfield, North Adams  |                                                                  |
| Franklin  | Greenfield       | 73,63                                 | 27     | Route 2 East — Boston                                 |                                                                  |
| Franklin  | Bernardston      | 81,05                                 | 28     | Route 10 — Bernardston, Northfield                    | Divisa in 28A e 28B verso nord                                   |
| Franklin  | Bernardston      | 88,35                                 | —      | I-91 Nord — Brattleboro                               | Confine di stato con il Vermont                                  |

### Vermont
| I-91      |               |        |        |                                                       |                                       |
| Contea    | Città         | ↓km↓   | Uscita | Destinazioni                                          | Note                                  |
| Windham   | Guilford      | 0,00   | —      | I-91 verso sud - Springfield                          | Confine di stato con il Massachusetts |
| Windham   | Brattleboro   | 12,1   | 1      | U.S. Route 5 — Brattleboro                            |                                       |
| Windham   | Brattleboro   | 14,0   | 2      | VT9 west — Brattleboro, Bennington                    |                                       |
| Windham   | Brattleboro   | 18,7   | 3      | US5/VT9 east — Brattleboro, Keene, NH                 |                                       |
| Windham   | Dummerston    | 29,3   | 4      | US5 — Putney                                          |                                       |
| Windham   | Westminster   | 46,0   | 5      | US5/VT 121 — Westminster, Bellows Falls, Walpole, NH  | Interscambio con la NH 123            |
| Windham   | Rockingham    | 56,5   | 6      | US5/VT 103 — Rockingham, Rutland, Bellows Falls       |                                       |
| Windsor   | Springfield   | 67,1   | 7      | US5/VT 11/VT 106 - Springfield                        |                                       |
| Windsor   | Weathersfield | 82,7   | 8      | US5/VT 12/VT 131 — Ascutney, Windsor                  |                                       |
| Windsor   | Hartland      | 97,2   | 9      | US5/VT 12 — Windsor, Hartland                         |                                       |
| Windsor   | Hartford      | 112,3  | 10     | I-89 — Barre, Montpelier, Lebanon, NH                 | Divisa in 10N e 10S                   |
| Windsor   | Hartford      | 113,0  | 11     | US5 — White River Junction                            |                                       |
| Windsor   | Hartford      | 115,9  | 12     | US5 — Wilder, White River Junction                    |                                       |
| Windsor   | Norwich       | 120,4  | 13     | US5/VT 10A — Norwich, Hanover, NH                     |                                       |
| Orange    | Thetford      | 135,5  | 14     | US5/VT 113/VT 106 — Thetford                          |                                       |
| Orange    | Fairlee       | 147,3  | 15     | US5 — Fairlee                                         |                                       |
| Orange    | Bradford      | 157,1  | 16     | US5/VT 25 — Bradford, Barre                           |                                       |
| Orange    | Newbury       | 177,5  | 17     | US5/US302 — Wells River, Woodsville, NH               |                                       |
| Caledonia | Barnet        | 193,8  | 18     | US5 — Barnet, Peacham                                 |                                       |
| Caledonia | Waterford     | 206,3  | 19     | I-93 sud — Littleton, NH                              |                                       |
| Caledonia | St. Johnsbury | 207,4  | 20     | US2/US5 — St. Johnsbury, Barnet                       |                                       |
| Caledonia | St. Johnsbury | 210,2  | 21     | US2/VT 15 — St. Johnsbury, Montpelier                 |                                       |
| Caledonia | St. Johnsbury | 213,4  | 22     | US5 — St. Johnsbury                                   |                                       |
| Caledonia | Lyndon        | 220,6  | 23     | US5/VT114 — Lyndonville, Burke                        |                                       |
| Caledonia | Lyndon        | 225,1  | 24     | VT114/VT122 — Wheelock, Sheffield, Lyndonville, Burke |                                       |
| Orleans   | Barton        | 251,1  | 25     | VT 16 — Barton, Hardwick                              |                                       |
| Orleans   | Barton        | 259,7  | 26     | US5/VT 58 — Orleans, Irasburg                         |                                       |
| Orleans   | Derby         | 273,7  | 27     | US5/VT105/VT191 — Newport                             |                                       |
| Orleans   | Derby         | 277,5  | 28     | US5/VT105 — Newport, Derby                            |                                       |
| Orleans   | Derby         | 285,5  | 29     | US5 — Derby Line                                      |                                       |
| Orleans   | Derby         | 285,55 | —      | A55 verso nord — Stanstead                            | La I-91 termina e continua nel Québec |